# Parque nacional de Comoé
O Parque nacional de Comoé é um sítio natural, o maior dos parques e reservas da Costa do Marfim (1 150 000 hectares e 500 quilômetros de pistas), fundado em 1968, depois de existir por longo tempo sob o nome de Reserva de Buna. Foi considerado Patrimônio Mundial pela UNESCO em 1983. Localiza-se na região nordeste da Costa do Marfim, a 180 quilômetros da cidade de Buna. É o mais antigo e o mais importante parque do país.

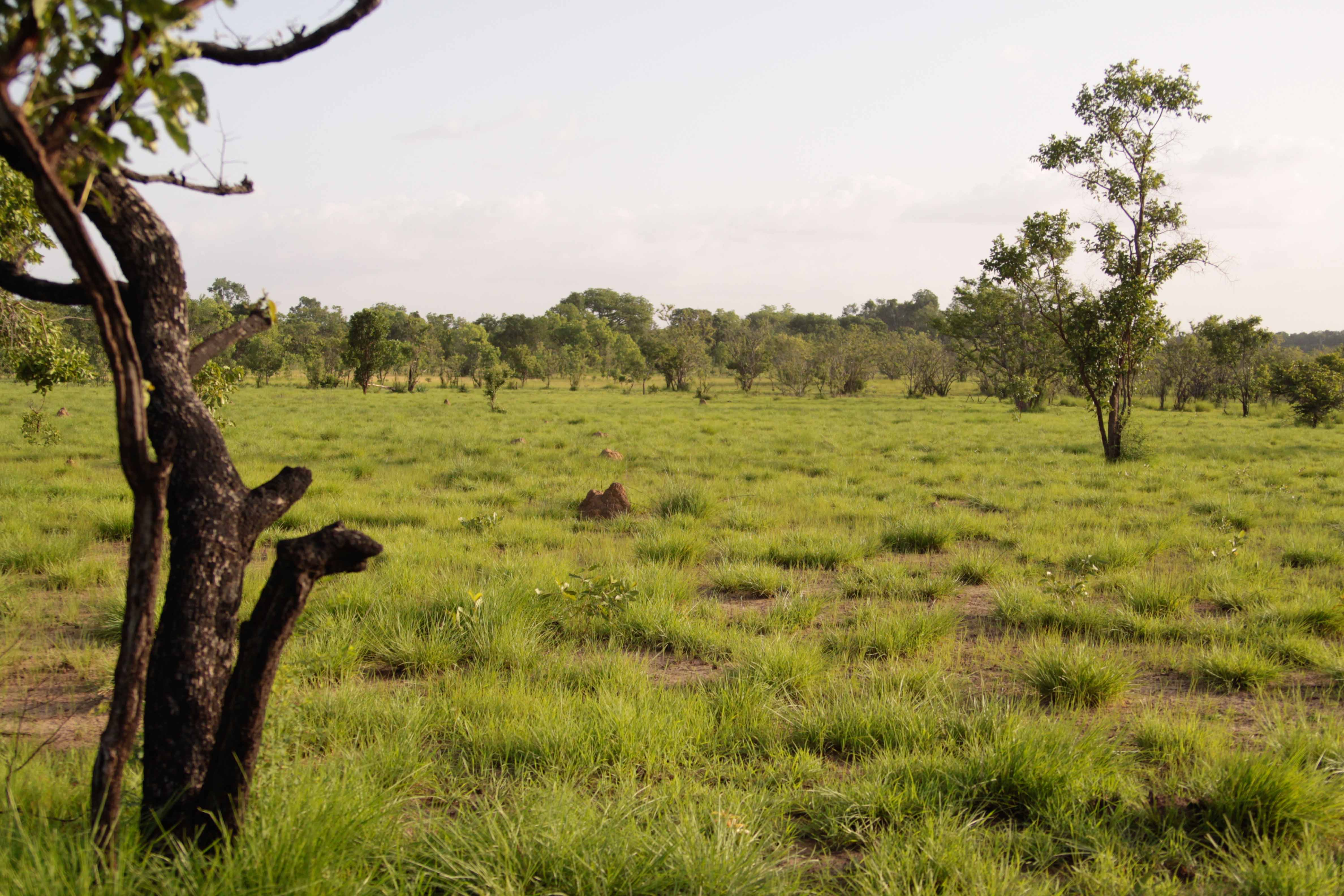
Savana no parque nacional de Comoé